# Beauty Behind the Madness
Beauty Behind the Madness este al doilea album de studio al cântărețului canadianThe Weeknd. A fost lansat pe 28 august 2015, prin XO și Republic Records. Albumul are apariții de la Labrinth, Ed Sheeran și Lana Del Rey, cu producția lui Weeknd, Kanye West, Stephan Moccio, DaHeala, Illangelo, Ben Billions, DannyBoyStyles, Max Martin și Ali Payami, printre altele. Beauty behind the Madness a fost susținută de cinci single-uri: Often , The Hills , Can't feel my face , In the night și Acquainted.  „The Hills” și „Can’t Feel My Face” au ajuns pe primul loc în SUA Billboard Hot 100 Albumul include și piesa nominalizată la premiul Oscar Earned It , care a fost lansată ca single de pe coloana sonoră pentru Fifty shade of grey.
Beauty Behind the Madness a primit, în general, recenzii pozitive din partea criticilor, debutând pe primul loc în mai multe țări, inclusiv în Statele Unite și Marea Britanie, și în prima săptămână a înregistrat vânzări de 412.000 de unități pe lângă streaming.  Potrivit Federației Internaționale a Industriei Fonografice, acesta a devenit al zecelea cel mai bine vândut album din 2015, cu 1,5 milioane de exemplare vândute în întreaga lume.